# Copa del Rey 1980/81
Die Copa del Rey 1980/81 war die 77. Austragung des spanischen Fußballpokals.
Der Wettbewerb startete am 10. September 1980 und endete mit dem Finale am 18. Juni 1981 im Estadio Vicente Calderón in Madrid. Titelverteidiger des Pokalwettbewerbes war Real Madrid. Den Titel gewann der FC Barcelona durch einen 3:1-Erfolg im Finale gegen Sporting Gijón. Damit qualifizierten sich die Katalanen für den Europapokal der Pokalsieger 1981/82.

## Erste Runde
Die Hinspiele wurden am 10., 16., 17., 18., 24. und 25. September sowie am 22. Oktober, die Rückspiele am 16., 24., 25. und 30. September sowie am 1., 2., 8., 15. und 29. Oktober 1980 ausgetragen.
|                            | Gesamt        |                              | Hinspiel | Rückspiel |
| -------------------------- | ------------- | ---------------------------- | -------- | --------- |
| CD Colonia Moscardó        | 0:3           | Atlético Madrid              | 0:2      | 0:1       |
| Santoña CF                 | 1:2           | Racing Santander             | 1:1      | 0:1       |
| AD Torrejón                | 4:4 4:3 i. E. | UD Las Palmas Atlético       | 2:2      | 2:2       |
| CD Rota                    | 1:6           | Betis Sevilla                | 0:4      | 1:2       |
| Castro FC                  | 1:8           | Athletic Bilbao              | 0:3      | 1:5       |
| Real Saragossa             | 2:3           | Endesa Andorra               | 1:1      | 1:2       |
| CD Logroñés                | 5:4           | CA Osasuna                   | 4:0      | 1:4       |
| CF Igualada                | 0:4           | RCD Español                  | 0:0      | 0:4       |
| Orihuela Deportivo CF      | 3:4           | Hércules Alicante            | 1:3      | 2:1       |
| CD Alcoyano                | 4:9           | Real Murcia                  | 2:3      | 2:6       |
| Cultural Leonesa           | 0:5           | UD Salamanca                 | 0:3      | 0:2       |
| CD Estepona                | 1:4           | AD Almería                   | 1:0      | 0:4       |
| UD Las Palmas              | 3:4           | CD Teneriffa                 | 2:2      | 1:2       |
| Real Avilés                | 0:2           | Real Oviedo                  | 0:1      | 0:1       |
| CD Aurrerá de Vitoria      | 0:2           | FC Barakaldo                 | 0:1      | 0:1       |
| SD Erandio Club            | 1:2           | Deportivo Alavés             | 1:1      | 0:1       |
| CE Sabadell                | 4:3           | FC Barcelona Atlètic         | 2:2      | 2:1       |
| CD Acero                   | 2:11          | CD Castellón                 | 2:4      | 0:7       |
| RSD Alcalá                 | 2:3           | CD Getafe                    | 1:0      | 1:3       |
| CD Valdepeñas              | 2:5           | Atlético Madrileño           | 1:2      | 1:3       |
| FC Elche                   | 3:0           | Crevillente CF               | 2:0      | 1:0       |
| Zamora CF                  | 1:3           | FC Burgos                    | 0:1      | 1:2       |
| Gimnástica Arandina        | 1:6           | FC Palencia                  | 1:1      | 0:5       |
| Recreativo Huelva          | 9:1           | Real Linense                 | 5:0      | 4:1       |
| FC Algeciras               | 2:4           | FC Cádiz                     | 2:2      | 0:2       |
| AD Ceuta                   | 5:1           | RC Portuense                 | 3:0      | 2:1       |
| CD Málaga                  | 6:2           | UD Melilla                   | 3:1      | 3:1       |
| Úbeda CF                   | 3:6           | FC Granada                   | 1:2      | 2:4       |
| Linares CF                 | 4:1           | CD Martos                    | 2:0      | 2:1       |
| CD Lugo                    | 1:2           | SD Compostela                | 1:1      | 0:1       |
| UP Langreo                 | 2:1           | Caudal Deportivo             | 2:0      | 0:1       |
| Valmaseda FC               | 2:3           | Sestao SC                    | 1:0      | 1:3       |
| UE Lleida                  | 5:3           | CF Reus Deportiu             | 3:2      | 2:1       |
| CD Júpiter                 | 0:3           | FC Terrassa                  | 0:0      | 0:3       |
| Gimnàstic de Tarragona     | 4:4 4:5 i. E. | FC Andorra                   | 2:1      | 2:3       |
| Calvo Sotelo CF            | 4:1           | AD Alcorcón                  | 3:0      | 1:1       |
| CD Pegaso                  | 3:4           | CD Badajoz                   | 3:0      | 0:4       |
| CD Eldense                 | 3:6           | Cartagena FC                 | 1:2      | 2:4       |
| FC Córdoba                 | 3:3 0:2 i. E. | CD San Fernando              | 2:1      | 1:2       |
| RCD Mallorca               | 4:1           | CD Murense                   | 4:1      | 0:0       |
| Deportivo La Coruña        | 6:8           | Celta Vigo                   | 4:3      | 2:5       |
| SD Ponferradina            | 4:3           | Club Juventud de Cambados    | 4:0      | 0:3       |
| Arousa SC                  | 3:1           | Alondras CF                  | 1:0      | 2:1       |
| CD Lagun Onak              | 3:3 2:4 i. E. | SD Eibar                     | 3:2      | 0:1       |
| SD Gernika Club            | 2:8           | Deportivo Alavés Aficionados | 1:4      | 1:4       |
| CD Binéfar                 | 4:4 ?:? i. E. | AD Sabiñánigo                | 3:1      | 1:3       |
| CD Calahorra               | 4:4 3:4 i. E. | CD Tudelano                  | 3:1      | 1:3       |
| UDA Gramenet               | 2:7           | UE Figueres                  | 1:2      | 1:5       |
| Vinaroz CF                 | 3:2           | CF Gandía                    | 0:0      | 3:2       |
| CF Villanovense            | 4:4 3:1 i. E. | CD Ciempozuelos              | 1:1      | 3:3       |
| CD Talavera                | 1:3           | CD Manchego                  | 1:2      | 0:1       |
| Albacete Balompié          | 4:1           | CP Cacereño                  | 2:1      | 2:0       |
| CD San Fernando de Henares | 5:1           | CD Toledo                    | 3:1      | 2:0       |
| CD Venta de Baños          | 1:2           | Real Valladolid Promesas     | 1:2      | 0:0       |
| CD Motril                  | 0:3           | UD San Pedro                 | 0:1      | 0:2       |
| CD Felanitx                | 3:9           | UD Poblense                  | 3:4      | 0:5       |
| CD Binissalem              | 2:3           | SD Portmany                  | 1:0      | 1:3       |
| Sporting Mahonés           | 1:3           | CD Margaritense              | 1:2      | 0:1       |
| Rayo Vallecano             | 4:3           | Mérida Industrial CF         | 3:0      | 1:3       |
| Levante UD                 | 2:1           | UD Carcaixent                | 1:0      | 1:1       |
| Real Oviedo Aficionados    | 2:4           | CD Turón                     | 1:1      | 1:3       |
| CE Constància              | 5:2           | CD Andraitx                  | 3:0      | 2:2       |
| CD Peña Sport              | 4:1           | CD Sangüesa                  | 3:1      | 1:0       |
| CD Béjar Industrial        | 0:4           | Real Valladolid              | 0:0      | 0:4       |
| CD Mestalla                | 3:2           | FC Villarreal                | 2:1      | 1:1       |
| Betis Sevilla Deportivo    | 0:6           | FC Sevilla                   | 0:5      | 0:1       |

## Zweite Runde
Die Hinspiele wurden am 18. und 19. November, die Rückspiele am 27. November sowie am 2., 3., 4. und 9. Dezember 1980 ausgetragen.
|                              | Gesamt        |                            | Hinspiel | Rückspiel |
| ---------------------------- | ------------- | -------------------------- | -------- | --------- |
| CD Turón                     | 1:7           | Sporting Gijón             | 1:6      | 0:1       |
| CD Manchego                  | 1:2           | Castilla CF                | 1:1      | 0:1       |
| CD Binéfar                   | 1:8           | Athletic Bilbao            | 1:7      | 0:1       |
| RCD Español                  | 0:1           | FC Terrassa                | 0:0      | 0:1       |
| UE Lleida                    | 2:7           | FC Barcelona               | 1:2      | 1:5       |
| Albacete Balompié            | 1:2           | FC Valencia                | 1:0      | 0:2       |
| Cartagena FC                 | 3:3 1:3 i. E. | Hércules Alicante          | 3:0      | 0:3       |
| FC Elche                     | 3:2           | Real Murcia                | 3:0      | 0:2       |
| FC Sevilla                   | 3:2           | Betis Sevilla              | 2:1      | 1:1       |
| AD Almería                   | 2:0           | Linares CF                 | 2:0      | 0:0       |
| Calvo Sotelo CF              | 1:4           | Atlético Madrid            | 1:3      | 0:1       |
| Real Valladolid Promesas     | 2:4           | UD Salamanca               | 2:1      | 0:3       |
| FC Palencia                  | 3:2           | Real Valladolid            | 2:1      | 1:1       |
| Real Oviedo                  | 6:5           | UP Langreo                 | 3:1      | 3:4       |
| Deportivo Alavés Aficionados | 4:5           | FC Barakaldo               | 3:2      | 1:3       |
| Sestao SC                    | 4:8           | Deportivo Alavés           | 1:4      | 3:4       |
| UE Figueres                  | 5:2           | CE Sabadell                | 3:0      | 2:2       |
| CD Castellón                 | 4:1           | CD Mestalla                | 4:1      | 0:0       |
| Vinaroz CF                   | 2:6           | Levante UD                 | 2:4      | 0:2       |
| FC Cádiz                     | 4:0           | CD San Fernando            | 3:0      | 1:0       |
| CD Teneriffa                 | 1:3           | Recreativo Huelva          | 1:0      | 0:3       |
| AD Ceuta                     | 1:0           | UD San Pedro               | 0:0      | 1:0       |
| FC Granada                   | 3:2           | CD Málaga                  | 2:0      | 1:2       |
| Rayo Vallecano               | 2:0           | CF Villanovense            | 1:0      | 1:0       |
| CD Badajoz                   | 3:4           | CD Getafe                  | 2:1      | 1:3       |
| Atlético Madrileño           | 4:3           | CD San Fernando de Henares | 1:2      | 3:1       |
| AD Torrejón                  | 2:4           | FC Burgos                  | 1:1      | 1:3       |
| SD Eibar                     | 1:2           | Racing Santander           | 1:1      | 0:1       |
| Arousa SC                    | 1:1 3:5 i. E. | Celta Vigo                 | 1:1      | 0:0       |
| SD Ponferradina              | 5:4           | SD Compostela              | 3:3      | 2:1       |
| CD Logroñés                  | 5:4           | CD Peña Sport              | 3:2      | 2:2       |
| UD Poblense                  | 1:2           | FC Andorra                 | 1:1      | 0:1       |
| CD Margaritense              | 1:5           | RCD Mallorca               | 1:1      | 0:4       |
| CD Tudelano                  | 2:0           | Endesa Andorra             | 2:0      | 0:0       |
| SD Portmany                  | 1:3           | CE Constància              | 1:0      | 0:3       |

1. ↑  Aufgrund mangelnder Sichtverhältnisse im Estadio Balaídos wurde das Elfmeterschießen auf den Tag nach dem Rückspiel verschoben.

## Dritte Runde
Die Hinspiele wurden am 6. und 7. Januar, die Rückspiele am 20., 21. und 28. Januar 1981 ausgetragen.
|                    | Gesamt        |                  | Hinspiel | Rückspiel |
| ------------------ | ------------- | ---------------- | -------- | --------- |
| Deportivo Alavés   | 3:2           | CD Tudelano      | 1:0      | 2:2       |
| Atlético Madrileño | 2:4           | Athletic Bilbao  | 1:0      | 1:4       |
| AD Almería         | 2:4           | Levante UD       | 2:1      | 0:3       |
| FC Barakaldo       | 1:3           | FC Barcelona     | 0:2      | 1:1       |
| FC Andorra         | 0:4           | CD Castellón     | 0:0      | 0:4       |
| Celta Vigo         | 2:2 3:5 i. E. | FC Burgos        | 2:0      | 0:2       |
| AD Ceuta           | 1:1 1:2 i. E. | FC Granada       | 1:0      | 0:1       |
| CE Constància      | 2:3           | Castilla CF      | 2:0      | 0:3       |
| UE Figueres        | 3:2           | Racing Santander | 2:1      | 1:1       |
| Hércules Alicante  | 5:2           | CD Logroñés      | 2:1      | 3:1       |
| Recreativo Huelva  | 3:3 4:2 i. E. | CD Getafe        | 1:2      | 2:1       |
| Real Oviedo        | 0:3           | Atlético Madrid  | 0:0      | 0:3       |
| Rayo Vallecano     | 2:0           | RCD Mallorca     | 1:0      | 1:0       |
| UD Salamanca       | 1:0           | FC Terrassa      | 1:0      | 0:0       |
| SD Ponferradina    | 3:8           | Sporting Gijón   | 1:0      | 2:8       |
| Real Sociedad      | 2:1           | FC Cádiz         | 1:1      | 1:0       |
| FC Palencia        | 3:3 3:1 i. E. | FC Elche         | 2:2      | 1:1       |
| FC Valencia        | 2:3           | FC Sevilla       | 2:2      | 0:1       |

## Vierte Runde
Die Hinspiele wurden am 11. Februar und 4. März, die Rückspiele am 25. Februar, 19. März und 1. April 1981 ausgetragen.
|              | Gesamt        |                   | Hinspiel | Rückspiel |
| ------------ | ------------- | ----------------- | -------- | --------- |
| CD Castellón | 0:2           | Recreativo Huelva | 0:0      | 0:2       |
| UE Figueres  | 3:3 5:4 i. E. | Hércules Alicante | 1:0      | 2:3       |
| FC Palencia  | 0:2           | FC Burgos         | 0:1      | 0:1       |

- Freilose: Deportivo Alavés, Athletic Bilbao, Levante UD, FC Barcelona, FC Granada, Castilla CF, Atlético Madrid, Rayo Vallecano, UD Salamanca, Sporting Gijón, Real Sociedad und FC Sevilla.

## Achtelfinale
Die Hinspiele wurden am 29. und 30. April, die Rückspiele am 5. und 6. Mai 1981 ausgetragen.
|                   | Gesamt |                  | Hinspiel | Rückspiel |
| ----------------- | ------ | ---------------- | -------- | --------- |
| Athletic Bilbao   | 6:4    | Deportivo Alavés | 3:1      | 3:3       |
| UE Figueres       | 1:3    | FC Burgos        | 1:1      | 0:2       |
| Castilla CF       | 4:9    | FC Barcelona     | 3:5      | 1:4       |
| Levante UD        | 0:5    | Sporting Gijón   | 0:2      | 0:3       |
| Recreativo Huelva | 2:5    | Real Madrid      | 1:1      | 1:4       |
| Rayo Vallecano    | 3:2    | Atlético Madrid  | 3:0      | 0:2       |
| FC Sevilla        | 3:2    | Real Sociedad    | 2:1      | 1:1       |
| UD Salamanca      | 2:0    | FC Granada       | 1:0      | 1:0       |

## Viertelfinale
Die Hinspiele wurden am 20. und 24. Mai, die Rückspiele am 30. und 31. Mai 1981 ausgetragen.
|                | Gesamt |                 | Hinspiel | Rückspiel |
| -------------- | ------ | --------------- | -------- | --------- |
| Rayo Vallecano | 1:6    | FC Barcelona    | 0:3      | 1:3       |
| UD Salamanca   | 2:3    | Athletic Bilbao | 2:1      | 0:2       |
| FC Sevilla     | 4:1    | FC Burgos       | 4:1      | 0:0       |
| Sporting Gijón | 4:3    | Real Madrid     | 1:1      | 3:2       |

## Halbfinale
Die Hinspiele wurden am 7. Juni, die Rückspiele am 13. Juni 1981 ausgetragen.
|                | Gesamt |                 | Hinspiel | Rückspiel |
| -------------- | ------ | --------------- | -------- | --------- |
| FC Barcelona   | 4:1    | Athletic Bilbao | 2:0      | 2:1       |
| Sporting Gijón | 2:0    | FC Sevilla      | 2:0      | 0:0       |

## Finale
| FC Barcelona                                       | FC Barcelona | Sporting Gijón | Sporting Gijón |
| -------------------------------------------------- | --- | --- | -------------- |
| FC Barcelona                                       | \| 18. Juni 1981 in Madrid (Estadio Vicente Calderón) \| \| Ergebnis: 3:1 (1:0) \| \| Zuschauer: 50.000 \| \| Schiedsrichter: Emilio Soriano Aladrén \|                                                                                              | \| 18. Juni 1981 in Madrid (Estadio Vicente Calderón) \| \| Ergebnis: 3:1 (1:0) \| \| Zuschauer: 50.000 \| \| Schiedsrichter: Emilio Soriano Aladrén \|                                                                  | Sporting Gijón |
| FC Barcelona                                       | Pedro María Artola – José Antonio Ramos, Antonio Olmo , José Ramón Alexanko, Rafael Zuviría – Bernd Schuster, Paco Martínez (65. Tente Sánchez), Juan José Estella, Esteban Vigo – Allan Simonsen, Quini Cheftrainer: Helenio Herrera ( Argentinien) | José Aurelio Rivero – José Antonio Redondo, Manuel Jiménez, Antonio Maceda, Cundi (46. Pedro González) – Francisco Uría, Ciriaco Cano , Manuel Mesa, Joaquín Alonso – Abel Díaz, Enzo Ferrero Cheftrainer: Vicente Miera | Sporting Gijón |
| FC Barcelona                                       | 1:0 Quini (45.) 2:1 Quini (59.) 3:1 Esteban Vigo (66.) | 1:1 Antonio Maceda (50.) | Sporting Gijón |
| 18. Juni 1981 in Madrid (Estadio Vicente Calderón) | | |                |
| Ergebnis: 3:1 (1:0)                                | | |                |
| Zuschauer: 50.000                                  | | |                |
| Schiedsrichter: Emilio Soriano Aladrén             | | |                |